# Europäisches Olympisches Winter-Jugendfestival 2025/Biathlon
Beim Europäischen Olympischen Winter-Jugendfestival 2025 wurden sechs Wettbewerbe im Biathlon ausgetragen. Ausgetragen wurden die Wettkämpfe im Bakuriani Biathlon-Cross Country Stadium.

## Bilanz

### Medaillenspiegel
| Platz  | Land       | Gold | Silber | Bronze | Gesamt |
| ------ | ---------- | ---- | ------ | ------ | ------ |
| 1      | Polen      | 2    | –      | –      | 2      |
| 1      | Slowakei   | 2    | –      | –      | 2      |
| 3      | Italien    | 1    | –      | 2      | 2      |
| 4      | Ukraine    | 1    | –      | –      | 1      |
| 5      | Frankreich | –    | 3      | –      | 3      |
| 6      | Tschechien | –    | 2      | 1      | 3      |
| 7      | Slowenien  | –    | 1      | –      | 1      |
| 8      | Schweiz    | –    | –      | 2      | 2      |
| 8      | Österreich | –    | –      | 1      | 1      |
| Gesamt | Gesamt     | 6    | 6      | 6      | 18     |

### Medaillengewinner
| Disziplin                          | Gold                                                       | Silber                                                                | Bronze                                                                       |
| ---------------------------------- | ---------------------------------------------------------- | --------------------------------------------------------------------- | ---------------------------------------------------------------------------- |
| Jungen                             |                                                            |                                                                       |                                                                              |
| 7,5 km Sprint                      | Grzegorz Galica                                            | Esteban Moreira                                                       | Julian Huber                                                                 |
| 12,5 km Einzel                     | Grzegorz Galica                                            | Nans Madelenat                                                        | Rafael Santer                                                                |
| Mädchen                            |                                                            |                                                                       |                                                                              |
| 6 km Sprint                        | Michaela Straková                                          | Ajda Spitalar                                                         | Lucie Jandurová                                                              |
| 10 km Einzel                       | Michaela Straková                                          | Juliette Oliva                                                        | Giannina Piller                                                              |
| Mixed                              |                                                            |                                                                       |                                                                              |
| 6 km + 7,5 km Single Mixed Staffel | UkraineWiktorija Chwostenko Taras Tarassijuk               | TschechienLucie Jandurová Daniel Ryška                                | SchweizMolly Kafka Levin Kunz                                                |
| 4 × 6 km Staffel                   | ItalienRafael Santer Julian Huber Gaia Gondolo Thea Wanker | TschechienDaniel Ryška Michael Málek Tereza Petrošová Lucie Jandurová | ÖsterreichSimon Hechenberger Simon Grasberger Katharina Puergy Selina Ganner |